# Шадерман, Феликс Исаакович
Фе́ликс Исаа́кович Ша́дерма́н — советский и российский учёный, геолог, инженер-химик и вулканолог. Сотрудник Института минералогии и геохимии редких элементов (ИНГРЭ). Совместно с коллегами открыл, испытал и запатентовал способ выделения рения из фумарольных газов вулкана Кудрявый на острове Итуруп.

## Биография
Жил и работал в Москве. Работал в экспедициях на Курильских островах. Скончался от онкологического заболевания на 53 году жизни.
Состоял в браке. Дочь — Елена, преподавательница.

## Работы
Неполный список:
- Шадерман Ф. И., Кременецкий А. А., Штейнберг Г. С. Способ извлечения рения и других металлов. Пат. РФ № 2159296 // Бюл. изобр. 2000.
- Шадерман Ф. И. Природные цеолиты в технологиях водоподготовки и очистки сточных вод/ Лаб. и технолог. исслед. минер. сырья. М., 1998.
- Кременецкий А. А., Копнева Л. А., Левченко Е. Н., Шадерман Ф. И. Иттриеносные коры выветривания: фазовый состав и опыт выщелачивания.
- Шадерман Ф. И., Кременецкий А. А. // Разведка и охрана недр. 1996. № 8. С. 17-21.
- Кременецкий А. А., Линде Т. П., Юшко Н. А., Шадерман Ф. И. Литий. Минеральное сырье. Вып. М.: Геоинформмарк, 1999

## В культуре
Открытие Феликсом Шадерманом способов выделения редкого металла из фумарольных газов на вулкане Кудрявый упоминается в документальном фильме 2014 года «Эффект рения».